# Kjell Schou-Andreassen
Kjell Schou-Andreassen (Stavanger, 19 giugno 1940 – 19 novembre 1997) è stato un allenatore di calcio e calciatore norvegese, di ruolo centrocampista.

## Biografia
Morì di leucemia il 19 novembre 1997.

## Carriera

### Giocatore

#### Club
Schou-Andreassen vestì le maglie di Viking, Stavanger, Brann, prima di tornare nuovamente al Viking. Vinse un campionato e un'edizione della Norgesmesterskapet.

### Allenatore
Dal 1966 al 1967, guidò il Vidar. Schou-Andreassen diventò allenatore del Viking nel 1971 e vi rimase fino all'anno seguente. Dal 1973 al 1977 fu il commissario tecnico della Norvegia under 21 e contemporaneamente ricoprì prima lo stesso incarico al Vidar e poi nella Nazionale maggiore, dal 1975 al 1977, assieme a Nils Arne Eggen. Fu poi allenatore del Bryne, del Lillestrøm e nuovamente del Viking, in due circostanze distinte.

## Palmarès

### Giocatore

#### Club

##### Competizioni nazionali
- Campionato norvegese: 1

Viking: 1957-1958
- Coppa di Norvegia: 1

Viking: 1959

### Allenatore

#### Club

##### Competizioni nazionali
- Campionato norvegese: 2

Viking: 1972, 1982